# 安妮·施罗德
安妮·施罗德（德語：Anne Schröder，1994年9月11日—），德国女子曲棍球运动员。她曾代表德国参加2016年和2020年夏季奥林匹克运动会曲棍球比赛，其中2016年奥运会获得一枚铜牌。